# Antonio Luisi
Antonio Luisi (7 d'octubre de 1994) és un jugador de futbol luxemburgès. Actualment juga al FC Differdange 03 com a davanter centre. Va iniciar la seva carrera professional jugant al Racing FC Union de Luxemburg. La temporada 2013/14 va fitxar pel FC Differdange 03. L'any 2013 va debutar oficialment amb la Selecció lucemburguesa.